# サイベ沢遺跡
座標: 北緯41度49分59.5秒 東経140度43分35.3秒 / 北緯41.833194度 東経140.726472度
サイベ沢遺跡（サイベさわいせき）は、北海道函館市桔梗町に所在する縄文時代前期初頭から中期末葉にかけての大規模集落遺跡である。出土遺物は1971年（昭和46年）3月5日、北海道指定有形文化財に指定されている。

## 概要
函館市の中心部から約6.5キロメートル、低平な段丘が西に開けた西桔梗町と呼ばれる場所に東西600メートル、南北400メートルにわたって位置する。遺跡の広さは約15ヘクタールと、北海道内でも最大級の大きさで、円筒下層式土器や上層式土器などの生活道具が大量に含まれた厚さ4メートルの文化層も発見されるなど、北海道・東北の中でも最大級であり、青森県青森市の三内丸山遺跡にも匹敵する大規模遺跡のひとつと考えられている。

## 発掘調査
1949年（昭和24年）に、北海道大学教授の児玉作左衛門・同大助手の大場利夫の指導の下、市立函館博物館が調査主体となり、函館市内や札幌の中学生、高校生ら延べ1335人も参加しての45日間にも及ぶ大規模な調査が実施された。同調査の結果、地表から深さ5メートルにわたる土層から完全な形の土器が発見されたことで、縄文時代前期から中期に至る約2000年間の円筒土器文化の移り変わりを把握できるようになった。また、骨角製の漁労具や狩猟生活を示す数々の道具、人の顔を模した装飾土器や護符を意味する人形も出土し、これまで不明であった本州との文化交流の状況などが明らかになった。

## 出土遺物
調査された2か所の貝塚では、遺物包含層は5メートルに達し、7つの文化層からは円筒土器が層位的に出土した。地表面から4.5メートルの深さまで遺物を含む層が確認され、全部で25層に分けられる。円筒土器を含む遺物包含層が7層あり、第1から第4文化層が円筒下層式、第5から第7文化層までが円筒上層式と順序よく出土し、北海道においての円筒土器の下層式から上層式に至る変遷が明らかにされた。
円筒下層a〜d式土器、円筒上層a〜e式土器など、円筒土器文化の全般にわたる土器があり、各文化層から出土した土器にはサイベ沢Ⅰ式からサイベ沢Ⅶ式までの7つの土器型式が設定され、南北海道の標準となっている。出土した円筒土器や各種の石器類・骨角器類などは、北海道南部と東北地方北部との関連性をうかがわせるものが多く、その一部が1970年（昭和45年）に北海道有形文化財に指定されている。北側B地点からは、円筒下層d式土器を中心とする五角形の掘り込みをもつ楕円形の竪穴建物跡3軒が検出されている。遺物の分析状態から、沢の南北に2つの建物跡群の存在が推定されている。土器の他に石皿、石冠などの石器類、土偶、土製品が出土している。貝塚はアサリ、ハマグリを主とし、カガミガイ、ツメタガイなども含まれ、シカ、イルカ、マグロ、カジキなどの動物遺体、および仰臥屈葬の人骨が出土している。

## 北海道指定有形文化財
- 指定年月日 - 1971年（昭和46年）3月5日
- 所在地 - 函館市青柳町17の1 市立函館博物館
- 構造・形状等 - 29点（土器20点、土偶2点、人面土器片1点、土版1点、石冠2点、骨器3点）